# Château de l'Escoublère
Le château de L'Escoublère, ou Écoublère, est un château Renaissance du XVIe siècle situé à Daon en Mayenne, à 2 km au nord-est du bourg.

## Origine
- Escoublère, 1619[1].
- La terre et seigneurie de l'Escoublère, 1664[2].

## Histoire
Philippe de Salles, originaire de Condé-sur-Noireau, en Normandie, est un page de Pierre de Valois, comte d'Alençon, petit-fils de Charles II d'Alençon et frère du roi Philippe VI de Valois. Pierre de Valois s'est marié avec Marie Chamaillard, vicomtesse de Beaumont-au-Maine, Fresnay et Sainte-Suzanne, baronne de Château-Gontier. Pierre de Valois l'a nommé gouverneur de Château-Gontier vers 1370. Dans la période, il s'est marié avec Denis de Nogen, dame de l'Écoublère. La famille de Salles est restée propriétaire de L'Écoublère. C'est Jean de Salles qui a fait construire le château de l'Écoubière deux cents ans plus tard. 
Dès 1560, le protestantisme se développe en Anjou. Des 1560, des troubles se produisent à Angers. Des protestants sont présents à Château-Gontier en 1561. En 1562, les huguenots de Château-Gontier aident leurs coreligionnaires à s'emparer d'Angers. Le 1er septembre 1568, les protestants prennent Château-Gontier. Près de l'Écoublère, au manoir de Bressault, se trouve un chef protestant cruel, René de Rouveraye. Le Diable de Bressault est arrêté le 8 octobre 1572 et exécuté le 10 novembre. C'est à cette époque que Jean de Salles, resté catholique, renforce les défenses du manoir. L'analyse de l'architecture du manoir montre deux périodes de construction. Les deux tiers doivent dater de 1530-1535. La construction de la chapelle n'est pas terminée en 1535. La mise en défense de l'Écoublère date des années 1560-1570 comme l'indique l'inscription sur le puits du château :
In te, Domine, speravi, non confundar in aeternum !
In justitia tua libera me 1570
« C'est en vous, Seigneur, que j'ai mis mon espérance, faites que je ne sois pas confondu. Exercez votre justice et sauvez-moi. 1570 ».
- Le fief était vassal de Daon. Le domaine, en 1664, outre le manoir avec douves, pont-levis, jardins, vergers, vignes, prés, bois taillis, haute futaie, comprenait les métairies des Onglères, du Petit-Mortreux, des Trois-Cormerais, les closeries de Villeneuve,  la Robinière, la Morandière, la Vergne, le fief d'Argenton, etc.
- Coquereau, chef chouan , fit du château de l'Escoublère son quartier général. Il fut tué en y rentrant, le 29 juin 1795. On peut lire sur l'intrados du châtelet l'inscription :

JEAN (au lieu de Joseph-Just) COQUEREAU GENERAL
BINET AIDE DE CAMP
GRAND PIERRE LIEUTENANT
[CHASSEBL]EU FRERE DE P[IMOUSSE]
JARNIGON DE DAON
CAMPS DES CHOUANS
1795

## Protection
Le château et son puits sont classés monuments historiques le 27 avril 1927.

## Architecture

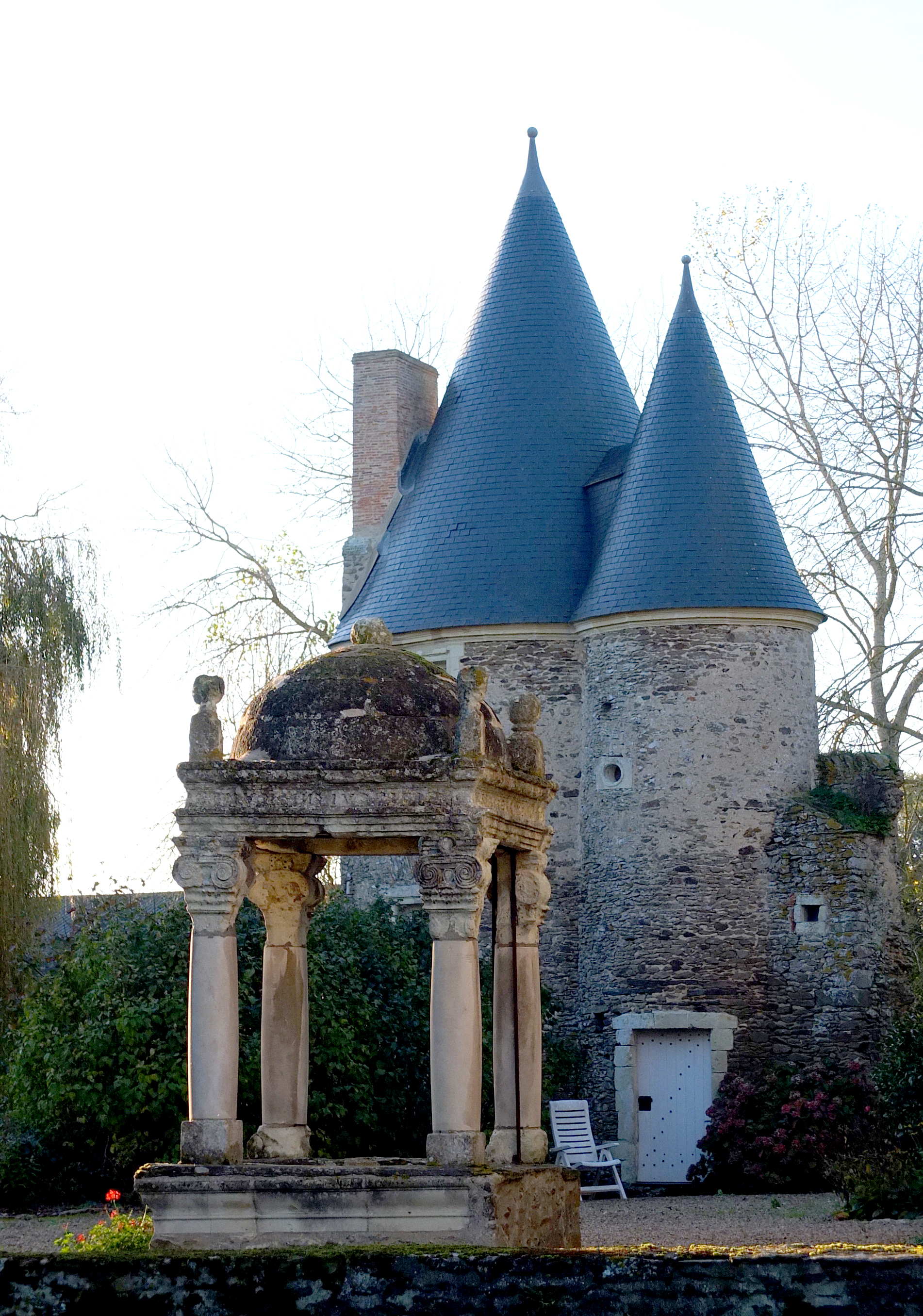
Puits classé du château de l'Escoublère.

Le château, construit vers 1570, date inscrite sur le puits et qu'indique aussi le style de l'édifice, comprend le château proprement dit, flanqué de tours aux angles et en façade, et d'un châtelet où aborde une passerelle en pierre qui remplace l'ancien pont-levis. Au-dessus du porche, une fenêtre à meneaux en croix, couronnée d'un fronton triangulaire et bas, avec écusson au centre. Les deux tours ont un toit en forme de cloche surmontée d'une lanterne. Les douves sont murées, profondes, l'eau n'y manque jamais. Le puits, dans la cour intérieure, est une œuvre d'art ; aux angles de la margelle carrée, quatre colonnes à chapiteaux composites supportent une architrave avec frise et inscription : « In te, Domine, speravi, non confundar in æternum ; in justitia tua libera me », et au-dessus une coupole imbriquée.
La chapelle est au nombre de celles dont la conservation semble utile en l'an XII.

## Les seigneurs de l'Escoublère

Blason de la famille de Salles : d'hermine au chef d'or chargé de 5 losanges de gueules.

- Guy de Salles , que Barthélémy Roger dit avoir assisté à la bataille du Bourgneuf de Saint-Quentin, 1422.
- Guillaume de Salles , mari d'Yvonne d'Andigné , veuve de Pierre d'Armaillé.
- Leur fils Guillaume de Salles, époux de Marguerite Le Maçon, rend aveu pour une rente à la Chantepierre, 1507.
- Jean de Salles  rend aveu à l'Escoublère, 1533, 1539, devient seigneur de Maligné (Martigné-Briand) par son mariage avec Louise Serpillon, et bâtit le château de l'Escoublère.
- René de Salles . Les huguenots occupent son château de Maligné pendant 2 ans, vers 1590. Il rend aveu à la garenne de l'Écoublère, 1602.
- Claude de Salles , mari de Lucrèce Travaux, d'où Claude, baptisée en 1608. Il acheta en 1612 à Angers Haute-Folie, l'ancienne maison de plaisance du Roi René. Tué dans sa maison de Maligné par le prévôt de Loudun, nommé Saint-Martin, il fut inhumé le samedi 22 octobre 1622 aux Minimes d'Angers, « grandement regretté, dit Louvet, des habitants de cette ville (d'Angers) comme estant bon gentilhomme, bien vivant et craignant Dieu. ».
- Urbain de Salles , commandeur de Thévalle, habitait ordinairement à l'Escoublère.
- Jacques de Lancrau, seigneur du Tertre et de la Saudraie, 1625, mari de Claude de Salles , laquelle fut inhumée dans l'église de Daon, 1649.
- René de Rigaud, seigneur de la Tremblaie, († 27 juin 1662), mari d'Agnès de Salles , laquelle convola avec René du Tertre.
- René Sourdrille, grenetier à Château-Gontier, époux de Marie Juffé, 1672.
- René du Guesclin, marié par contrat du 1er juillet 1682 avec Marie Sourdrille, qui eut en avancement d'hoirie les terres et fiefs de l'Escoublère. Ils eurent 10 enfants, parmi lesquels : 
  - Madeleine (° 1688 Daon, baptisée en 1695) ;
  - Bertrand-Gabriel (° 1692 Daon, baptisé en 1699) ;
  - René-Olivier du Guesclin (° 26 avril 1695) qui, après avoir servi dans les mousquetaires, épousa, le 25 août 1727, Marie-Anne de Juigné, et le 2 juillet 1737 à la Trinité de Laval, Marie-Françoise de la Roussardière.
- Bertrand-Henri-Michel du Guesclin, (°1er novembre 1743), était sous la tutelle de sa mère en 1765, colonel d'infanterie en 1778, et mourut sans enfants avant 1791.
- L'abbé de Scépeaux , mort interdit à Château-Gontier en 1825, eut l'Escoublère, qui passa à la fille de sa sœur, Louise-Madeleine d'Aurelle de Champetière, mariée à Jacques de Beynaguet, marquis de Pennautier, vicomte de Saint-Pardoux.
- Le vicomte de Saint-Jean-Pointis, gendre de ces derniers, a vendu l'Escoublère en 1842 à M. Romain Le Motheux

### Sources et bibliographie
- « Château de l'Escoublère », dans Alphonse-Victor Angot et Ferdinand Gaugain, Dictionnaire historique, topographique et biographique de la Mayenne, Laval, A. Goupil, 1900-1910 [détail des éditions] (BNF 34106789, présentation en ligne)
- René Gauchet, « Excursion de la Société Historique et Archéologique dans le Haut-Anjou (Pays Castrogontérien, Craonnais et partie du Segréen) : château de l'Écoublère », Bulletin de la Société historique et archéologique de l'Orne, t. 55, no 1,‎ 1937, p. 60-65 (lire en ligne)
- Henry Chanteux, « Le château de l'Écoublère en Daon », dans Congrès archéologique de France. 122e session. Anjou. 1964, Paris, Société française d'archéologie, 1964 (lire en ligne), p. 276-281